# Amaurobius similis
Amaurobius similis là một loài nhện trong họ Amaurobiidae. Loài này phân bố ở châu Âu. Loài nhện này khác nhau về kích thước cơ thể từ 7 mm đến 12 mm, lớn, chân mạnh mẽ. 